# Alba Roma
SS Alba Roma – włoski klub piłkarski, mający swoją siedzibę w stolicy kraju - Rzymie.

## Historia
Chronologia nazw:
- 1907: SS Alba Roma
- 1926: US Alba Audace - po fuzji z Esperia Audace Roma
- 1927: AS Roma - po fuzji z Fortitudo Pro Roma i FBC Roma
- 1930: AS Alba
- 1938: dołączył A.S. Tevercalcio
- 1939: AS Alba Motor
- 1942: AS Alba
- 1945: AS Albala - po fuzji z Ala Italiana
- 1946: US Albalatrastevere - po fuzji z Italia Libera i Trastevere
- 1948: US Albatrastevere
- 1968: klub rozwiązano - po wyjściu z fuzji Trastevere

Piłkarski klub Alba Roma został założony w Rzymie w 1907 roku. W sezonie 1911/12 startował w Campionato romano, gdzie był szóstym. W sezonie 1912/13 po reorganizacji mistrzostw debiutował w Prima Categoria Laziale, ale znów zajął ostatnie 6.miejsce i spadł do Promozione. Sezon 1914/15 zakończył na drugiej pozycji w Promozione Laziale.
Po przerwie związanej z I wojną światową w 1919 reaktywował swoją działalność. W sezonie 1920/21 klub zwyciężył w Promozione Laziale i zdobył promocję do najwyższej klasy rozgrywek. W sezonie 1921/22 uczestniczył w mistrzostwach organizowanych przez CCI w Prima Divisione, gdzie był drugim w grupie laziale. W następnym sezonie znów był drugim w grupie laziale i zakwalifikował się do etapu półfinałowego Lega Sud, w którym zajął trzecie miejsce w grupie A. W sezonie 1923/24 najpierw zwyciężył w grupie laziale, następnie w półfinale Lega Sud, był pierwszym w grupie B. Jednak w finale Lega Sud przegrał z Savoia. W następnym sezonie powtórzył ten sukces, ale tym razem w finale Lega Sud wygrał z Anconitana i zakwalifikował się do wielkiego finału o mistrzostwo Włoch (przegrał z Bologna FC). W sezonie 1925/26 po raz trzeci z kolei zagrał w finale Lega Sud pokonując FBC Internaples i znów zakwalifikował się do wielkiego finału o mistrzostwo Włoch. Jak i poprzednio nie potrafił wygrać z groźnym rywalem Juventusem. W lipcu 1926 klub połączył się z Esperia Audace Roma tworząc klub o nazwie Unione Sportiva Alba Audace. Po zakończeniu sezonu 1926/27, w którym zajął 9.miejsce, odbyła się wielka fuzja rzymskim klubów - Alba Audace, Fortitudo Pro i FBC Roma. Z tej fuzji powstał nowy klub AS Roma, który rozpoczął nową historię.
W 1930 roku klub został reaktywowany jako AS Alba. W sezonie 1931/32 startował w regionalnej Terza Divisione laziale, w 1935 awansował do Seconda Divisione laziale. W 1938 połączył się z A.S. Tevercalcio i w następnym sezonie startował w Prima Divisione laziale. W sezonie 1938/39 zajął trzecie miejsce w grupie laziale i awansował do Serie C z nazwą AS Alba Motor. Latem 1942 powrócił do nazwy AS Alba. W 1945 stał nazywać się AS Albala po fuzji z Ala Italiana. W sezonie 1945/46 zajął pierwsze miejsce w grupie C Serie C Lega Nazionale Centro-Sud i otrzymał promocję do Serie B. W 1946 po fuzji z Italia Libera i Trastevere przyjął nazwę US Albalatrastevere. W 1947 spadł do Serie C, a w 1948 do Promozione. Potem zmienił nazwę na US Albatrastevere. Działalność zakończył w 1968, po wyjściu z fuzji klubu Trastevere, który rozpoczął osobno swoje występy.

## Sukcesy

### Trofea międzynarodowe
Nie uczestniczył w rozgrywkach europejskich (stan na 31-12-2016).

### Trofea krajowe
| \| \| Zdobyte trofea w rozgrywkach Włoch (stan na: 31-05-2017) \| |                                                          |      |                           |
| Rozgrywki                                                         | Osiągnięcie                                              | Razy | Sezon(y)                  |
| · Mistrzostwo                                                     | I miejsce                                                | 0    |                           |
| · Mistrzostwo                                                     | II miejsce                                               | 2    | 1924/25, 1925/26          |
| · Mistrzostwo                                                     | III miejsce                                              | 0    |                           |
| · Puchar                                                          | zdobywca                                                 | 0    |                           |
| · Puchar                                                          | finalista                                                | 0    |                           |
| II liga                                                           | I miejsce                                                | 1    | 1920/21 (Sezione laziale) |
| II liga                                                           | II miejsce                                               | 1    | 1914/15 (Sezione laziale) |
| II liga                                                           | III miejsce                                              | 0    |                           |
| Włochy                                                            | Zdobyte trofea w rozgrywkach Włoch (stan na: 31-05-2017) |      |                           |

## Stadion
Klub rozgrywał swoje mecze domowe na stadionie w Rzymie, nazwa którego nieznana.